# Acidente do Yakovlev Yak-40 da Faraz Qeshm Airlines em 2001
O acidente do Yak-40 da Faraz Qeshm Airlines em 2001 ocorreu em 17 de maio de 2001, quando um trijato Yakovlev Yak-40 operado pela Faraz Qeshm Airlines caiu enquanto estava a caminho do Aeroporto Internacional de Gurgã, partindo do Aeroporto Internacional de Mehrabad, Teerã, no Irã. A aeronave caiu em terreno montanhoso enquanto voava em más condições climáticas, cerca de 20 quilômetros ao sul de Sari, matando todas as trinta pessoas a bordo. Os passageiros a bordo da aeronave incluíam Rahman Dadman, Ministro de Estradas e Transportes do Irã, e seis membros do parlamento iraniano.

## Aeronave e tripulação
O Yakovlev Yak-40 era operado pela Faraz Qeshm Airlines, alugado pela Armenian Airlines e a tripulação, incluindo os dois pilotos, era composta por cidadãos armênios. O primeiro voo da aeronave foi em 1977.

## Acidente
Em 17 de maio de 2001, um Yakovlev Yak-40 de fabricação russa, prefixo EP-TQP, decolou do aeroporto de Teerã-Mehrabad às 06:45 e seguiu para o nordeste para o aeroporto de Gurgã com uma tripulação de cinco e vinte e cinco. passageiros que incluíam o Ministro dos Transportes do Irã, Rahman Dadman, outros funcionários do ministério, incluindo Arsalan Raahemi e seis membros do parlamento. Eles fizeram parte de uma delegação para inaugurar a inauguração do aeroporto de Gorgan, segundo o governador da província de Golestan, Ali Asghar Ahmadi.
Ao voar em condições meteorológicas deterioradas, que incluíram fortes chuvas, a aeronave foi atingida por um raio que possivelmente afetou seu equipamento de navegação. Cerca de dez minutos antes da chegada programada, o piloto comunicou ao controle de tráfego aéreo que teria que fazer um pouso de emergência ou desviar para outro aeroporto. Por volta das 07:45, a aeronave caiu em uma seção densamente arborizada das montanhas Alborz, 13 milhas a sudeste da cidade de Sari, entre Gurgã e Shahroud. Todos os 30 ocupantes morreram.

## Passageiros e tripulação
Todos os passageiros a bordo da aeronave eram cidadãos iranianos. Os membros da tripulação eram cidadãos armênios da Armenian Airlines.
| Nacionalidade | Passageiros | Tripulação | Total |
| ------------- | ----------- | ---------- | ----- |
| Armênia       | 0           | 5          | 5     |
| Irão          | 25          | 0          | 25    |
| Total         | 25          | 5          | 30    |